# Ibrahim Baré Maïnassara
Ibrahim Baré Maïnassara (Maradi, 9 de mayo de 1949-Niamey, 9 de abril de 1999), fue militar y político de Níger, ejerció como jefe de Estado tras el golpe de Estado de 1996 y después como presidente de su país entre 1996 y 1999.

## Formación y carrera militar
Nació en una localidad ubicada 550 kilómetros al este de Niamey. Pertenecía a la etnia hausa (la mayoritaria en Níger y presente sobre todo en el sur, a lo largo de la frontera con Nigeria). Realizó estudios primarios en Niamey, seguidos de formación militar en Madagascar y Francia, antes de convertirse en 1974, a los 25 años, en ayuda de campo del presidente Seyni Kountché. En 1976, fue nombrado comandante de la guardia presidencial. Dos años más tarde, asumió como comandante de la compañía de paracaidistas de Niamey. En 1984 fue designado jefe de la tercera comandancia del Estado Mayor de las Fuerzas Armadas. De 1986 a 1987, el coronel Maïnassara fue agregado militar en la embajada de Níger en París, antes de que se le confiara el ministerio de Salud (1987-1990). De 1990 a 1992, fue embajador en Argelia. En 1992 volvió a Níger para convertirse en consejero de defensa del primer ministro de transición Cheiffou Amadou (1991-1993). Tras las primeras elecciones presidenciales democráticas, en abril de 1993, fue nombrado jefe del Estado mayor particular del presidente Mahamane Ousmane en junio de ese mismo año.
Entre 1994 y 1995, efectuó un curso en el Colegio Interarmées de Defensa en París, antes de ser nombrado, en marzo de 1995, como jefe del Estado mayor del Ejército nigerino por el primer ministro Hama Amadou, al que conocía bien, ya que este había sido el director de gabinete del presidente Kountché.
Las elecciones parlamentarias de enero de 1995 dieron como resultado la cohabitación entre el presidente Ousmane y un Parlamento controlado por sus opositores, liderados por el primer ministro Amadou. La rivalidad entre Ousmane y Amadou paralizó al gobierno, y Maïnassara tomó el poder el 27 de enero]] de 1996, mediante un golpe de Estado militar, alegando como justificación la difícil situación política.

## Presidencia y muerte
Bajo el gobierno de Maïnassara, fue aprobada una nueva Constitución por referéndum en mayo de 1996, y se celebraron elecciones presidenciales el 7 y 8 de julio de 1996. Maïnassara obtuvo el 52% de los votos, pero la elección fue ampliamente considerada como fraudulenta. En el segundo día de los comicios, disolvió la comisión electoral y la reemplazó por otra; ese mismo día, también colocó a los cuatro candidatos opositores bajo arresto domiciliario, en el que permanecieron durante dos semanas. Maïnassara asumió su cargo como Presidente el 7 de agosto. 
La Unión Nacional de Independientes para la Renovación Democrática (UNIRD) fue establecida en 1996 para apoyar a Maïnassara en las elecciones de ese año, pero posteriormente, la Reunión para la Democracia y el Progreso-Jama'a fue establecida como el partido de gobierno. Como la Constitución impedía a los presidentes liderar partidos políticos, Hamid Algabid se transformó en líder del RDP-Jama'a en agosto de 1997. 
En febrero de 1999 se celebraron elecciones locales, y en abril la Corte Suprema hizo públicos los resultados, que mostraban a la oposición ganando más bancas que los partidarios de Maïnassara; la Corte también anuló los resultados en muchas áreas y ordenó que en las mismas se realizaran nuevamente los comicios. La oposición llamó a protestas contra la cancelación de los resultados el 8 de abril.
Al día siguiente, Maïnassara fue muerto a tiros por soldados en el aeropuerto de Niamey, cuando se aprestaba a abordar un helicóptero. Las circunstancias de su asesinato no son claras; algunos rumores sugerían que Maïnassara estaba intentando huir del país. Inicialmente su muerte fue oficialmente descrita como un "infortunado accidente", pero esta explicación ha sido considerada ampliamente como inverosímil. El líder del golpe de Estado, Daouda Malam Wanké, lo sucedió como jefe de Estado e inició una transición política que finalizó con la realización de elecciones a fines de ese mismo año.
La Constitución adoptada en julio de 1999 estableció una amnistía tanto para los participantes en el golpe de 1996 como en el de 1999. Una investigación sobre la muerte de Maïnassara había comenzado en junio de ese año, pero, al decretarse la amnistía, fue concluida en septiembre. El RDP-Jama'a ha demandado desde entonces una investigación internacional sobre el asesinato.
| Predecesor: Él mismo                                      | Presidente de la República de Níger 1996-1999                                               | Sucesor: Daouda Malam Wanké (Presidente del Consejo de Reconciliación Nacional) |
| Predecesor: Mahamane Ousmane (Presidente de la República) | Jefe de Estado de la República de Níger (Presidente del Consejo de Salvación Nacional) 1996 | Sucesor: Él mismo                                                               |

- Datos: Q365417
- Multimedia: Ibrahim Baré Maïnassara / Q365417